# Heightington
Heightington – wieś w Anglii, w hrabstwie Worcestershire, w dystrykcie Wyre Forest. Leży 19 km na północny zachód od miasta Worcester i 178 km na północny zachód od Londynu.